# Aire urbaine d'Hô Chi Minh-Ville
L'aire urbaine d'Hô Chi Minh-Ville est une aire urbaine proposée par le ministère de la construction du Viet Nam autour d'Hô Chi Minh-Ville. 
Cette aire urbaine couvrira une superficie de 30 000 km, et comptera plus de 20 millions d'habitants en 2020, dont environ 15 millions seront dans des zones urbaines[réf. souhaitée].
Cette aire urbaine comprend Hô Chi Minh-Ville et 7 autres districts :
- La ville d'Hô Chi Minh-Ville
- Le district de Dong Nai
- Le district de Binh Duong
- Le district de Binh Phuoc
- Le district de Ba Ria-Vũng Tau
- Le district de Tây Ninh
- Le district de Tiền Giang
- Le district de Long An

## Villes principales
Les villes existantes suivantes seront incluses dans cette aire urbaine :
- Hô Chi Minh-Ville
- Vũng Tàu
- Biên Hòa
- Thu Dau Mot
- Tân An
- Mỹ Tho
- Gò Công
- Tây Ninh
- Dong Xoai
- Long Khanh
- Bà Rịa

Trois villes nouvelles vont être créées :
- Phu My
- Nhon Trach
- Long Thanh